# Ramsès III
Ramsès III (ou Ramsès Ousermaâtrê-Méryamon : né de Rê, la justice de Rê est puissante, aimé d'Amon) est le dernier grand souverain d'Égypte antique du Nouvel Empire. Ramsès III succède à son père Sethnakht, précède son fils Ramsès IV et règne de 1184 à 1153 avant l'ère commune, un règne que les chroniques (papyrus Harris) indiquent avoir duré 31 ans et 41 jours. Pendant son règne, il ne cesse de lutter contre la corruption qui gangrène le pays. Il doit également repousser les peuples de la mer, des envahisseurs coalisés.

## Généalogie
Ramsès III est le fils du roi Sethnakht et de la reine Tiyi-Meryaset.
Ramsès III a eu plusieurs épouses, dont a minima :
- Iset (ou Iset-Tahemdjeret)[4],
- Tiyi, qui a fait partie du complot ayant visé Ramsès III à la fin de son règne[5],
- Tyti, qui pourrait être également sa sœur en tant que « fille du roi »[6],[7],
- peut-être Minefer[7].

Ramsès III a eu plusieurs enfants, dont a minima :
- le roi Ramsès IV, donné comme le fils de Tyti[6],
- le roi Ramsès VI, fils d'Iset[4],
- Montouherkhépeshef, dont le nom de la mère n'est pas certain[8] et qui pourrait être le père de Ramsès IX[9],[10],
- Amonherkhépeshef, dont le nom de la mère n'est pas certain (cf. les différentes hypothèses[7]),
- Mériatoum, dont le nom de la mère n'est pas certain mais que la majorité donne comme étant Iset[8],
- Khâemouaset, dont le nom de la mère n'est pas certain (cf. les différentes hypothèses[7]),
- Parêherounemef, dont le nom de la mère n'est pas certain mais pourrait être Minefer(cf. les différentes hypothèses[7]),
- Séthiherkhépeshef, dont le nom de la mère n'est pas certain (cf. les différentes hypothèses[7]),
- Mériamon, dont le nom de la mère n'est pas certain (cf. les différentes hypothèses[7]),
- Pentaour, son véritable nom est inconnu, ce nom de Pentaour est un sobriquet donné par le papyrus judiciaire de Turin ; avec sa mère Tiyi, il est à l'origine d'un complot visant Ramsès III à la fin de son règne[5],
- le roi Ramsès VIII, bien que ceci ne soit pas certain[11],
- peut-être une fille nommée Tentopet, que certains assimilent à la reine Douatentopet, épouse du roi Ramsès IV et mère du roi Ramsès V[12].

## Règne

### Durée de règne
La date de son accession au trône est le 26e jour du 1er mois de Chémou de l'an I ; celle de son décès est le 14e jour du 3e mois de Chémou de l'an XXXII. La durée du règne est donc de trente et un ans, un mois et dix-neuf jours.

### Accession au trône
La description du « Couronnement du pharaon », figurée dans le temple funéraire de Médinet Habou, montre quatre colombes qui sont « expédiées aux quatre coins de l'horizon pour confirmer que l'Horus vivant, Ramsès III, est (encore) en possession de son trône, et que l'ordre de Maât prévaut dans le cosmos et la société »,.
Contrairement à d'autres rois de la période, aucune attestation de la première année de son règne n'est connue.

### Guerres
Pendant son long règne, au milieu du chaos politique de ce que de nombreux historiens nomment « l'Effondrement de la fin de l'Âge du Bronze », l'Égypte est assaillie par des envahisseurs étrangers (dont les Peuples de la mer et les Libyens). Ramsès III parvient à vaincre chacun d'eux mais dès lors l'Égypte connaît les prémices de difficultés économiques croissantes et de conflits internes qui conduiront finalement à l'effondrement de la vingtième dynastie.

#### Les «Peuples de la mer»
En l'an VIII de son règne, les « Peuples de la mer », comprenant des Péleset, des Tjekker, des Sicules, des Dananéens (Grecs), des Shardanes (culture nuragique) et des Ouashasha, envahissent l'Égypte par terre et par mer. Ramsès III les vainc au cours de deux grandes batailles terrestres et maritimes. Tout d'abord, il les a vaincus sur terre lors de la bataille de Djahy, à l'extrême frontière orientale de l'empire égyptien, à Djahy, dans l'actuel sud du Liban. La seconde fut la bataille du Delta, représentée sur les murs de son temple funéraire à Médinet Habou, au cours de laquelle Ramsès attira les Peuples de la mer et leurs navires à l'embouchure du Nil, où il avait rassemblé une flotte en embuscade. Bien que les Égyptiens aient la réputation d'être de piètres marins, ils se battent avec ténacité. Ramsès borde les rives de rangs d'archers qui décochent une volée ininterrompue de flèches sur les navires ennemis lorsqu'ils tentent d'accoster sur les rives du Nil. Ensuite, la marine égyptienne attaqua en utilisant des grappins pour se hisser sur les navires ennemis. Au cours des violents combats au corps à corps qui s'ensuivirent, les Peuples de la mer furent totalement vaincus. Le papyrus Harris indique que :

« Quant à ceux qui ont atteint ma frontière, leur semence n'est plus, leur cœur et leur âme sont finis pour toujours et à jamais. Quant à ceux qui se sont avancés ensemble sur les mers, la pleine flamme était devant eux à l'embouchure du Nil, tandis qu'une palissade de lances les entourait sur le rivage, prosternés sur la plage, tués et mis en tas de la tête à la queue »

— Michael G. Hasel.
Ramsès III incorpore les Peuples de la mer comme peuples sujets et les installe dans le sud de Canaan. Leur présence en Canaan peut avoir contribué à la formation de nouveaux États dans cette région, comme la Philistie, après l'effondrement de l'Empire égyptien en Asie. Sous le règne de Ramsès III, la présence égyptienne au Levant est encore attestée jusqu'à Byblos et il est possible qu'il ait fait campagne plus au nord en Syrie,.

#### Les Libyens

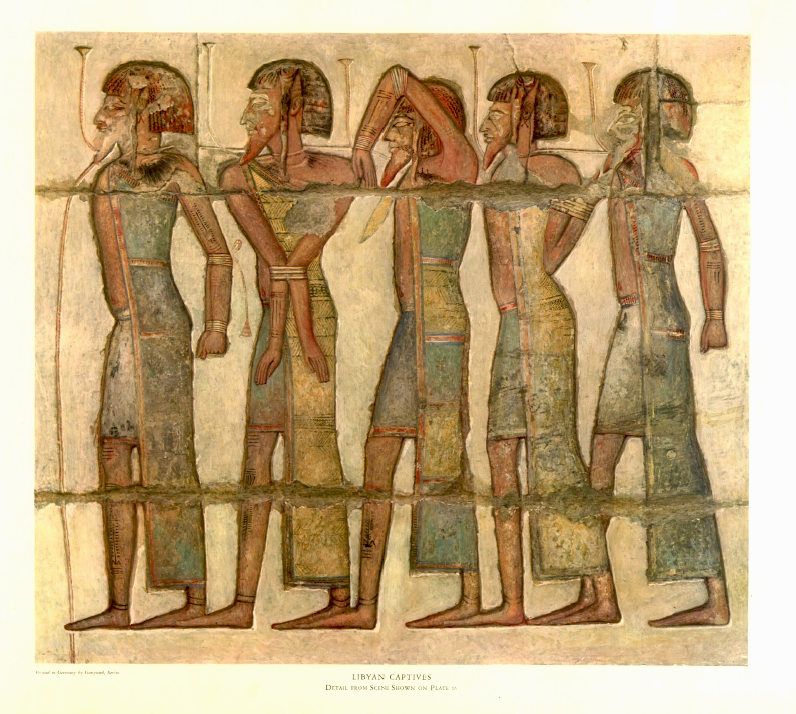
Prisonniers libyens lors de la guerre libyenne de Ramsès III, 5e année de gouvernement, représentés à Médinet Habou.

En l'an V de son règne, il vainc des tribus libyennes dans l'ouest du delta du Nil. Il intègre une partie de leurs troupes dans son armée. Il les affronte et les bat à nouveau six ans plus tard, en l'an XI de son règne. Les vaincus sont marqués au fer rouge, puis emmenés captifs en Égypte avec leurs femmes et leurs enfants. Ils sont à l'origine des communautés libyennes installées dans le pays.

#### Les Nubiens
Il semble que des troubles aient lieu en Nubie, comme l'indiquent des décors du temple de Médinet Habou. En tout cas, l'afflux d'or venant de cette région diminue par rapport à la dynastie précédente et la présence égyptienne est moins bien marquée.

### Relations avec les régions hors d'Égypte
Les oasis ne semblent plus sous le contrôle direct de Ramsès III et ses successeurs, qui ne sont mentionnés que par les produits qui en proviennent ou des ouvriers de Deir el-Médineh qui en sont originaires. La situation s'explique par la situation internationale dans laquelle les tribus libyennes coupent les voies d'accès entre la vallée du Nil et les oasis, voire occupent directement ces dernières.
Quelques exemplaires de vases égéens attestent de relations commerciales entre cette région et l'Égypte (peut-être de manière indirecte), bien que certains de ces vases semblent des imitations égyptiennes, car les relations ont peut-être cessé sous le règne de Ramsès III, l'effondrement de la civilisation myciennne commençant vers cette époque.
Une expédition au Pays de Pount est attestée sous le règne de Ramsès III : l'expédition a remonté le Nil jusqu'à la 4e cataracte, puis sur le retour, les produits sont déchargés dans la région montagneuse de Coptos, puis transférés à dos d'ânes et d'hommes dans des bateaux différents qui descendant le fleuve jusqu'à Pi-Ramsès, capitale royale.

### Œuvre architecturale
Ramsès III prend pour modèle l’œuvre architecturale des monuments de Ramsès II.

#### Temple de Médinet Habou

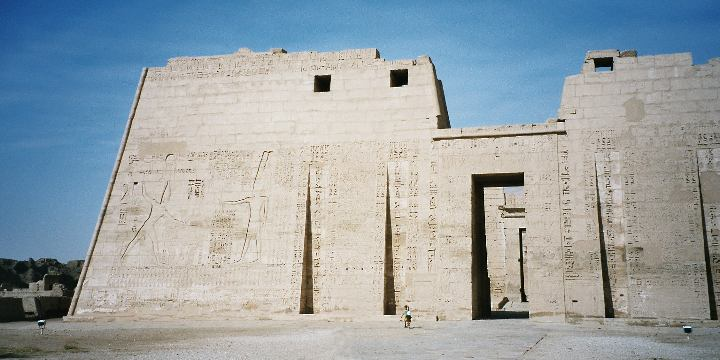
Premier pylône du temple funéraire de Ramsès III.

Il fait construire son « temple des millions d'années » à Médinet Habou. Situé à proximité du Ramesséum, le temple funéraire est installé sur un site comportant déjà des temples et pylônes, érigés durant la XVIIIe dynastie par Amenhotep Ier, Hatchepsout et Thoutmôsis III. On peut plus ou moins suivre les dates de construction des parties du temple : la Grande inscription de l'an V et les scènes correspondant à la première guerre sont inscrites sur les murs intérieurs de la seconde cour, tandis que les scènes correspondant à Grande inscription de l'an VIII et concernant les Peuples du Nord sont sur la face du deuxième pylône donant sur la première cour ; enfin, sur la face du premier pylône donnant sur cette même première cour ont été inscrits des éléments datés de l'an XI tandis que sur la face avant de ce même pylone, les inscriptions datent de l'an XI pour une et l'an XII pour trois autres. Ainsi, même si un certain délai peut exister entre les évènements, la rédaction du texte associé et sa gravure, il peut être estimé que le temple était en très grande partie terminé que dès l'an XII. La grande porte fortifiée fermant l'enceinte du temple du côté de l'entrée, nommée « le bastion », rappelle l'influence asiatique sur l'architecture : cette haute tour comporte des appartements à l'étage, à la manière proche-orientale.
La qualité de ce temple est remarquable, à la fois par son ampleur et par l'originalité de son décor. Contrairement aux décors guerriers de Ramsès II représentant l'effort pour atteindre la victoire, ceux du temple de Médinet Habou représente des victoires acquises. Le décor le plus original de ce temple est la chasse aux animaux sauvages, il est situé au revers du môle sud du premier pylône. Il montre le roi pourchassant des gazelles et des ânes sauvages sur le registre du haut et le roi tuant des taureaux sur le registre du bas. L'affolement des gazelles et des ânes fournit une scène pleine d'agitation tandis que l'agonie des taureaux est l'une des scènes les plus saisissantes qu'ait produit l'art égyptien. L'artiste a utilisé les rideaux de roseaux mollement courbés par le vent pour faire sentir la profondeur du fourré au milieu duquel se déroule la scène. La vérité de l'image et la souplesse des végétaux et des animaux fait un peu penser à l'art armanien, déjà assez éloigné dans le temps.

#### Thébaïde
Ramsès III fait construire un temple-reposoir dans ce qui est aujourd'hui la première cour du temple d'Amon à Karnak. Toujours à Karnak, il fait également construire un temple consacré au dieu Khonsou et à la déesse Mout dans l'enceinte d'Amon-Rê, bien qu'il ne le termine pas, son nom n'apparaissant que dans le fond du temple,. C'est son fils Ramsès IV qui le fait terminer plus tard. Outre ces constructions, Ramsès III laisse plusieurs inscriptions de qualité à Karnak ainsi qu'au temple d'Amon à Louxor, notamment sur la face extérieure à l'arrière du temple.

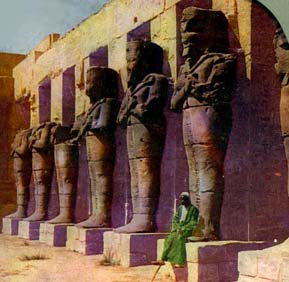
Statues de Ramsès III représentant Osiris. Temple de Karnak.

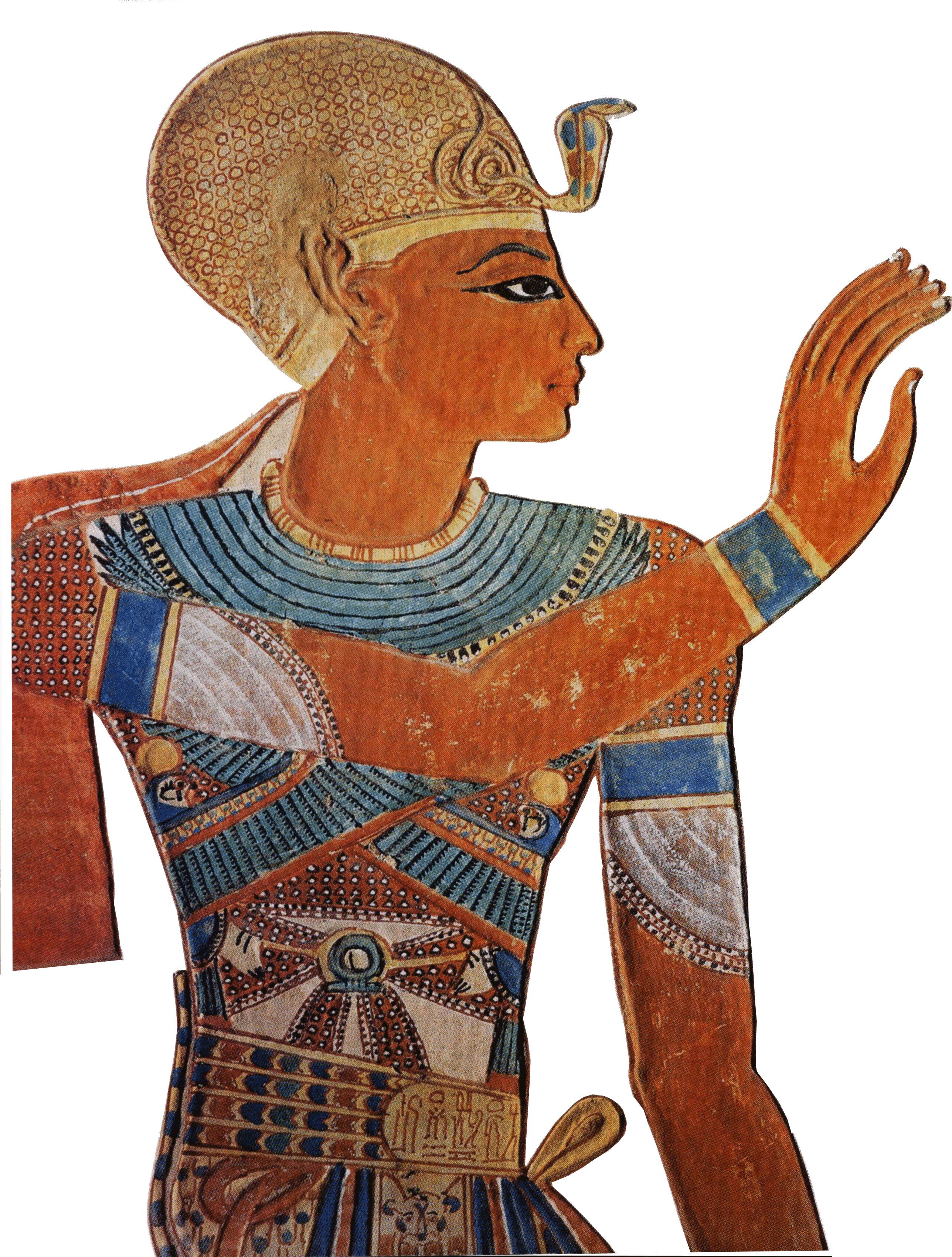
Ramsès III représenté sur une fresque dans la tombe de son fils Amonherkhépeshef dans la vallée des Reines.

Sur la rive ouest, Ramsès III fait creuser, ou récupérer, des tombes pour ses épouses et ses enfants dans la Vallée des Reines (notamment QV51 et QV52 pour ses épouses Iset et Tyti, ainsi que QV42, QV43, QV44, QV53 et QV55 pour ses fils Parêherounemef, Sethherkhépeshef, Khâemouaset, Méryamon et Amonherkhépeshef). Il fait réinvestir également des tombes de la vallée des Rois, KV13 (l'ancienne tombe de Bay) où sera enterré son fils Montouherkhépeshef, mais aussi KV14 (la tombe de Taousert) où il fait enterrer son propre père Sethnakht après avoir fait réaménager la tombe au profit de ce dernier. La tombe KV3 est également creusée pour l'un des fils du roi mais ce fils n'est pas identifié, et cette tombe n'a finalement jamais été utilisée. La tombe KV11, commencée par son père, est récupérée par Ramsès III à son propre profit : à peine commencée par son père, il la fait terminer, faisant de cette tombe l'une des plus grandes de la vallée des Rois avec une qualité du décor remarquable.

#### Ailleurs dans l'Empire égyptien
D'autres constructions sont entreprises durant son règne : 
- à Tell el-Rétaba dans le Delta, Ramsès III fait agrandir le temple de Ramsès II[34],
- il est attesté à Athribis sur quelques blocs[34],
- il fait construire ou modifier un palais à Pi-Ramsès, toujours capitale royale sous son règne[34],
- des restes d'un ensemble fortifié daté de son règne ont été trouvés à Héliopolis, peut-être en lien avec les menaces qui ont pesé sur cette ville pendant le règne de Mérenptah puis le sien[34],
- il a procédé à d'importants remaniement au temple d'Osiris à Abydos[34],
- il a fait décorer de son nom le pylône ramesside du temple d'Edfou[34],
- il laisse une inscription sur l'inspection générale de l'an XV à Éléphantine et Edfou, en plus de Tôd et Karnak dans la région thébaine[35],
- des blocs épars portant son nom ont été trouvés à Akhmîm, El Kab et Philæ[34],
- en Nubie, le roi est attesté à Bouhen, à Qasr Ibrîm (deux bas de statues) et Kouban (un linteau)[36],
- le papyrus Harris, une chronique du règne de Ramsès III datée du règne de Ramsès IV, rapporte d'autres sites où aurait agi Ramsès III mais son nom n'y a pas été trouvé ; on peut citer Memphis, Hermopolis, Assiout, Thinis ainsi que des sites en Nubie et en Syrie[30].

### Situation économique
L'évaluation de la situation économique de l'Égypte sous le règne de Ramsès III est difficile car la documentation est très inégale : le Grand papyrus Harris énumère longuement les richesses des temples, dues à la générosité des rois successifs, et particulièrement celle de Ramsès III, tandis que de nombreux documents illustrent la vie du village de Deir el-Médineh, village des artisans constructeurs des tombes royales. Alors que le village manquait régulièrement de ravitaillement et était acculé au point de se révolter en l'an XXIX du règne, les temples affichent une grande richesse et sont l'objet de toutes les attentions du roi.
Du fait des guerres, le roi procède à des inspections générales du pays pour évaluer son état. Une première a peut-être été effectuée en l'an V mais cela n'est pas certain, du fait de la guerre cette année-là. Toutefois, une seconde en l'an XV a pu être menée à bien. Cette grande inspection, menée par le « chef des conservateurs des archives du trésor de Pharaon » Penpato, a été organisée méthodiquement du sud au nord et est attestée par de longues inscriptions à Éléphantine, Edfou, Tôd et Karnak.
Les désordres sont manifestement dus à un certain désintérêt et une certaine inconscience au sommet de l'État, surtout préoccupé par les constructions et la richesse des temples, mais aussi à la mauvaise gestion du pays, voire l'incompétence de l'administration, ainsi qu'à une certaine dose de corruption, comme le montre l'affaire d'un prêtre de Khnoum à Éléphantine ayant procédé à des vols et à des détournements pendant une partie du règne de Ramsès III, celui de Ramsès IV et jusqu'à l'an IV du règne de Ramsès V avant d'être inquiété pour ses méfaits.
Ces réalités difficiles sont totalement ignorées dans les monuments officiels de Ramsès, cherchant plutôt à souligner la continuité avec son célèbre prédécesseur, Ramsès II, et la stabilité. Il a construit d'importants ajouts aux temples de Louxor et de Karnak, et son temple funéraire et complexe administratif de Medinet Habou est l'un des plus grands et des mieux conservés d'Égypte ; cependant, l'incertitude et l'instabilité de l'époque de Ramsès sont apparentes dans les fortifications massives qui ont été construites pendant son règne. Avant le règne de Ramsès, aucun temple au cœur de l'Égypte n'avait jamais eu besoin d'être protégé de la sorte.

#### Première grève de l'histoire
La 29e année du règne de Ramsès III est marquée par la première grève dont l'histoire ait gardé la trace,,. Les difficultés politiques et économiques de cette époque aboutissent à des retards prolongés dans le ravitaillement du village des ouvriers de Deir el-Médineh. Les travailleurs interrompent le chantier et vont se plaindre devant divers temples funéraires de la rive ouest. La grève, détaillée dans le papyrus de la grève, rédigé par le scribe Amonnakht et conservé à Turin, dura du 10e au 17e jour du IIe mois de la saison Peret de l'an XXIX. Une distribution de vivres, boissons et vêtements calma alors les esprits. Mais les mêmes retards se reproduisirent à nouveau le mois suivant, entraînant à nouveau l'arrêt du travail des artisans. Lorsque le vizir Ta, plus préoccupé par l'organisation de la fête-Sed de Ramsès III ayant lieu l'année suivante que par le sort des artisans, reparut à Thèbes le 28e jour du IVe mois, il fut accusé d'avoir détourné les rations des artisans, alors réunis au Ramesséum, ce qu'il récusa, mais par écrit, ne se montrant pas directement devant ces insurgés. Il fit alors distribuer des rations mais moitié moins en quantité par rapport à la situation habituelle. La situation ne s'améliora pas pour les ouvriers qui s'insurgèrent à nouveau, au moins en l'an XXXI du règne de Ramsès III mais aussi en l'an I du règne de Ramsès IV,.

### Conspiration du harem

Fragment du « Journal de la Nécropole » relatif à l'annonce de la mort de Ramsès III et de l'accession au trône de Ramsès IV. Musée égyptologique de Turin.

#### Faits
La fin du règne de Ramsès III voit le déclenchement d'une cabale de palais, la conspiration du harem. La reine Tiyi, sa seconde épouse, fomente un complot destiné à mettre son fils Pentaour sur le trône. Les conjurés comptent plusieurs femmes du harem, un échanson, un majordome, un général et un commandant des troupes de Koush. Ce sont vingt-huit personnes, connues par les pseudonymes que leur donne le papyrus judiciaire de Turin : « le mal dans Thèbes », « Ra le déteste ». Ramsès III meurt égorgé, comme le constateront des médecins en 2012 après avoir passé au scanner la momie royale.
Selon l'égyptologue Pierre Grandet, les conjurés profitèrent vraisemblablement de l'annonce imminente de la mort du roi pour passer à l'action. Lors de la « Belle fête de la vallée », ils ont dû agir en utilisant entre autres l'envoûtement. On constate également que l'assassinat eut lieu quelque temps avant la Fête-Sed, une sorte de jubilé calqué sur le mythe osirien et censé redonner force et puissance au pharaon vieillissant. Ramsès III meurt le 14e jour du IIIe mois de la saison Chémou.

#### Procès
Le papyrus judiciaire de Turin relate le déroulement du procès et ses rebondissements. Il est également corroboré par une série de fragments, les papyri Lee, Rollin, Varzy et Rifaud.
Après la mort du roi, son fils Ramsès IV monte sur le trône. Celui-ci fait traduire les coupables devant un tribunal de douze hauts fonctionnaires civils et militaires. À son terme, dix-sept conspirateurs sont exécutés (le texte utilise la formule « leur peine est venue vers eux »). Leurs noms sont transformés pour les vouer à la déchéance éternelle. Sept d'entre eux, dont son fils Pentaour, sont incités au suicide, probablement du fait de leur proximité avec la fonction royale. De plus, cinq juges sont eux-mêmes mis en cause, soit pour collusion, soit pour leur parenté avec les accusés. Un seul est incité au suicide, trois autres ont le nez et les oreilles coupés, et le dernier fait l'objet d'une simple réprimande. Les sources ne précisent pas le sort de la reine Tiyi, ni des proches de la famille royale. Ayant réglé la succession de son père défunt et légitimé son accession en présidant aux cérémonies funéraires, Ramsès IV peut commencer son propre règne, qui durera six ans.

## Momie

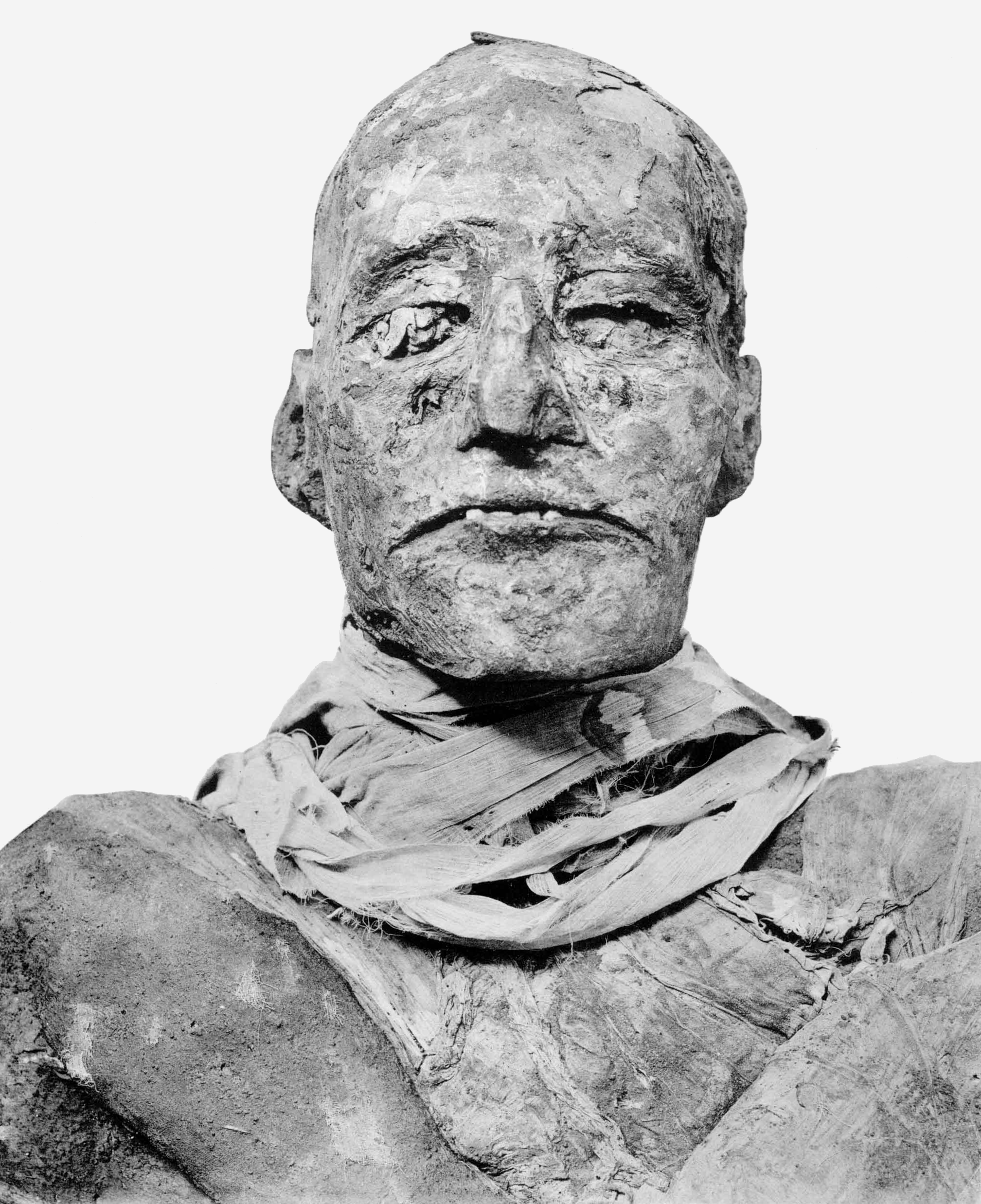
Momie de Ramsès III.

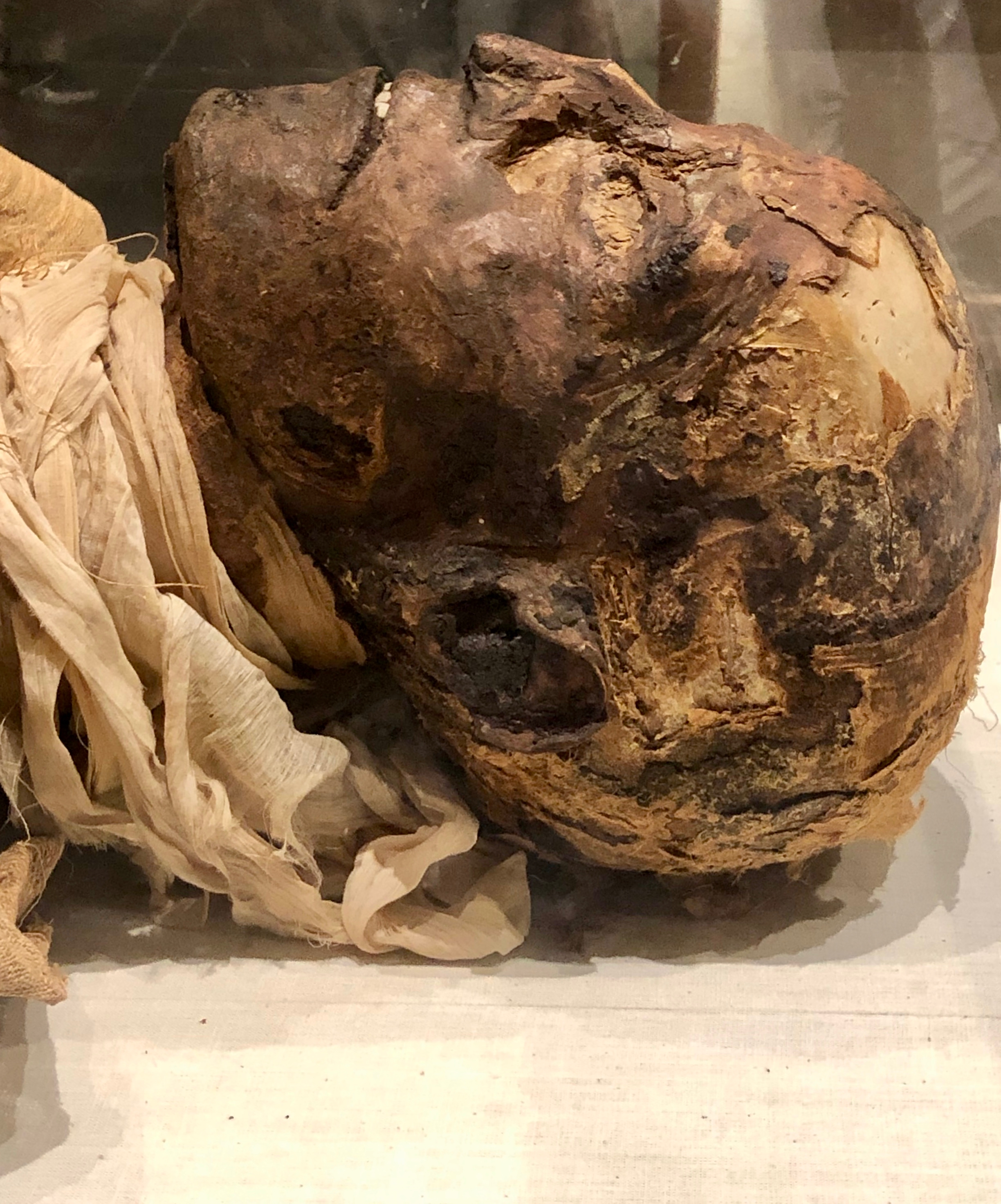
Vue de profil de la momie de Ramsès III.

Le papyrus judiciaire de Turin est muet sur le sort de Ramsès III, si ce n'est que le procès a lieu après sa mort. Sa momie a été retrouvée en 1881 dans la tombe thébaine TT320, où les prêtres d'Amon avaient regroupé les momies de la vallée des Rois afin de mieux les protéger des voleurs.
Selon une étude menée par Zahi Hawass et ses collègues, et publiée en décembre 2012, des analyses réalisées par IRM sur le corps du défunt montrent que Ramsès III a eu la gorge tranchée jusqu'aux vertèbres cervicales. Cette blessure ne pouvant résulter du travail des embaumeurs, il apparaît que Ramsès III est mort assassiné, sans doute durant la tentative de coup d'État, bien que ce dernier ait finalement échoué. Une étude menée par Sahar Saleem révèle aussi que la gorge de Ramsès et son orteil gauche furent coupés, indiquant qu'il a probablement été tué durant le complot, car les blessures suggèrent que les agresseurs étaient plusieurs,.
Lors de la même étude de décembre 2012, une momie anonyme qui se trouvait avec celle de Ramsès III, celle de l'« homme E », a fait l'objet d'analyses. Le scanner a montré qu'il s'agissait d'un jeune homme de dix-huit à vingt ans. Contrairement aux pratiques de momification, son cerveau et ses organes n'ont pas été retirés. Il est recouvert d'une peau de chèvre, considérée comme rituellement impure. L'analyse génétique montre que Ramsès III et l'« homme E » sont probablement père et fils, et qu'ils appartiennent tous deux à l'haplogroupe du chromosome Y E1b1a13, que l'on trouve principalement en Afrique subsaharienne. L'inconnu pourrait être son fils Pentaour qui a participé à l'assassinat.

## Sépulture

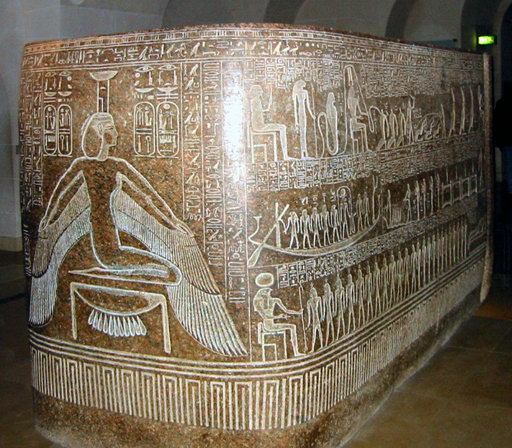
Sarcophage de Ramsès III, conservé au Musée du Louvre.

Ramsès III fait creuser la tombe KV3, dans la vallée des Rois, mais le chantier est abandonné durant la construction. Sa décoration est principalement composée de représentations de Ramsès III, suivi par un prince, devant diverses divinités.
Ramsès III fait reprendre des travaux dans un autre tombeau, le KV11, prévu au départ pour Sethnakht. Lors du creusement du troisième couloir, les travailleurs débouchent dans la tombe KV10. L'axe du tombeau est alors décalé vers l'Ouest,. Cette tombe est d'une finesse absolue, les scènes sont fidèles à l'art égyptien. Les textes inscrits comprennent les litanies de Rê, le livre des Portes, le livre des morts, le livre de la terre et le livre de la vache du ciel. Les chambres annexes ont des décors uniques, portant sur des activités telles que la préparation des aliments, les provisions et l'équipement funéraire.
Le tombeau fut cartographié pour la première fois en 1737-1738 par Richard Pococke, puis par James Bruce en 1769, puis par James Burton et Robert Hay en 1825. Les premières fouilles furent faites par Giovanni Battista Belzoni en 1816 et 1819.[réf. souhaitée]